# MASH: A Novel About Three Army Doctors
MASH: A Novel About Three Army Doctors er en bog på engelsk, som dannede grundlag for filmen MASH og senere TV-serien M*A*S*H.
Bogen er skrevet af Richard Hookers og blev udgivet først i 1968. Bogen handler om et fiktivt felthospital under Koreakrigen. Forfatteren var selv læge under Koreakrigen.
Richard Hookers skrev fra 1972 en række efterfølgende bøger, som alle havde "M*A*S*H", som en del af titlen. En del af disse bøger er skrevet sammen med William E. Butterworth.